# San Zi Jing
Il San Zi Jing (三字经, 三字經) è uno dei testi classici cinesi. Probabilmente fu scritto nel XIII secolo durante la dinastia Song ed è attribuito principalmente a Wang Yinglin (王應麟, 1223–1296). È alternativamente attribuito a Ou Shizi (1234–1324).
L'opera non è uno dei sei classici confuciani tradizionali, ma piuttosto l'incarnazione del confucianesimo adattato per insegnare ai bambini Fino alla fine del 1800, serviva come prima educazione formale dei bambini a casa. Il testo è scritto in terzine di caratteri per facilitarne la memorizzazione. Essendo l'analfabetismo un problema riguardante la maggior parte delle persone all'epoca, la tradizione orale di recitare il classico ne assicurò la popolarità e la sopravvivenza attraverso i secoli. Con il testo breve e semplice organizzato nei versi di tre caratteri, i bambini imparavano molti caratteri comuni, strutture grammaticali, elementi della storia cinese e le basi della moralità confuciana, in particolare la pietà filiale e il rispetto per gli anziani (la cinque relazioni nella società cinese).
Durante le dinastie Ming e Qing, il San Zi Jing costituì la base dell'istruzione elementare, insieme al Bai Jia Xing e al Qian Zi Wen. Il gruppo divenne noto come San Bai Qian (tre, cento, mille), dal primo carattere dei loro titoli. Si trattava di testi letterari introduttivi quasi universali per gli studenti (quasi esclusivamente ragazzi) provenienti da ambienti d'élite e anche per un certo numero di comuni abitanti dei villaggi. Ogni testo era disponibile in molte versioni, stampate a buon mercato e disponibili a tutti poiché non venivano sostituite. Quando uno studente li aveva memorizzati tutti e tre, aveva una conoscenza di circa 2.000 caratteri. Poiché il cinese non utilizzava un alfabeto, questo era un modo efficace, anche se dispendioso in termini di tempo, per tenere un corso intensivo sul riconoscimento dei caratteri prima di passare alla comprensione dei testi e alla scrittura dei caratteri.
Il testo cadde in disuso durante la rivoluzione culturale a causa dell'opposizione dello Stato alle ideologie non socialiste. Il classico, tuttavia, continuò a circolare in altre parti del mondo di lingua cinese con la sua inclusione nel Tung Shing (通勝) insieme a molti altri classici come il Qian Zi Wen.
I primi quattro versi affermano il "credo" centrale del confucianesimo, ovvero che la natura umana è intrinsecamente buona, come sviluppato da Mencio, considerato uno dei filosofi tradizionali cinesi più influenti dopo Confucio.
人之初 (rén zhī chū)     Le persone, alla nascita,
性本善 (xìng běn shàn)   Hanno naturalmente un buon cuore.
性相近 (xìng xiāng jìn) Le loro nature sono simili,
習相遠 (xí xiāng yuǎn)   (Ma) le loro abitudini le rendono diverse (dalle altre).

## Edizioni
Il San Zi Jing fu tradotto nel 1796 in lingua mancese come ᠮᠠᠨᠵᡠ ᠨᡳᡴᠠᠨ ᡥᡝᡵᡤᡝᠨᡳᡴᠠᠮᠴᡳᠮᡝ ᠰᡠᡥᡝ ᠰᠠᠨ ᡯ ᡤᡳᠩ ᠪᡳᡨᡥᡝ (Wylie: Manchu nikan ghergen i kamtsime sughe San tsz' ging pitghe; Möllendorff: Manju nikan hergen-i kamcime suhe San ze ging ni bithe).
La traduzione inglese più nota del testo fu completata da Herbert Giles nel 1900 e rivista nel 1910. La traduzione era basata sulla versione originale della dinastia Song. Giles aveva completato una traduzione precedente alla fine del XIX secolo, ma rifiutò quella e altre prime traduzioni in quanto imprecise. Traduzioni precedenti in inglese includono quelle di Robert Morrison, 1812; Solomon Caesar Malan e Hong Xiuquan, 1856, e Stanislas Julien, 1864.
Un San Zi Jing cristiano (cinese: 新增三字經; Pinyin: Xīnzēng Sānzì Jīng) di Walter Henry Medhurst fu pubblicato per la prima volta nel 1823 come sussidio all'educazione missionaria. Il formato in rima di tre caratteri fu mantenuto, ma il contenuto era completamente diverso.

### Vietnam

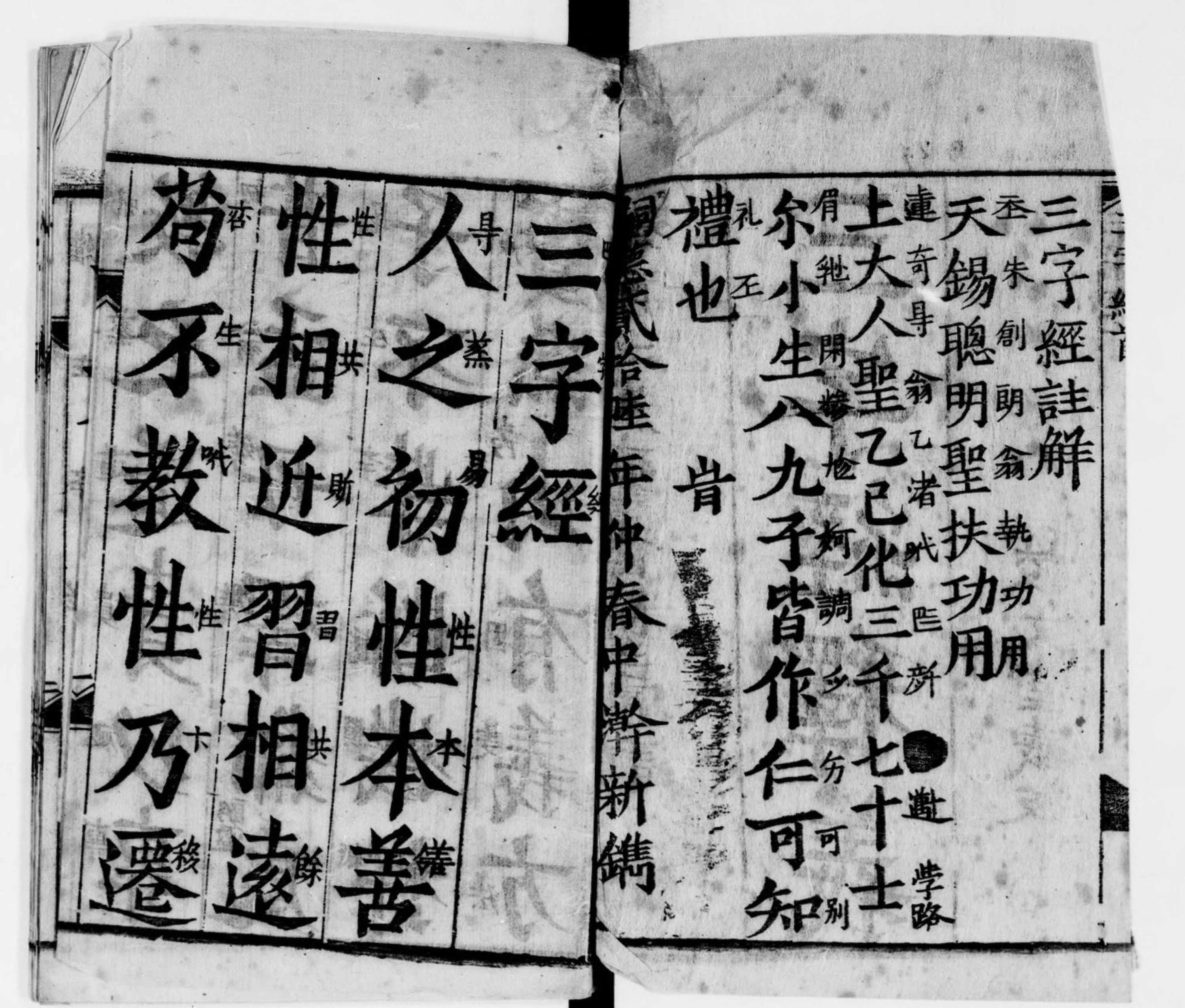
Le prime due pagine del Tam tự kinh thích nghiã. Mostrano il testo originale del San Zi Jing traslitterate in vietnamita.

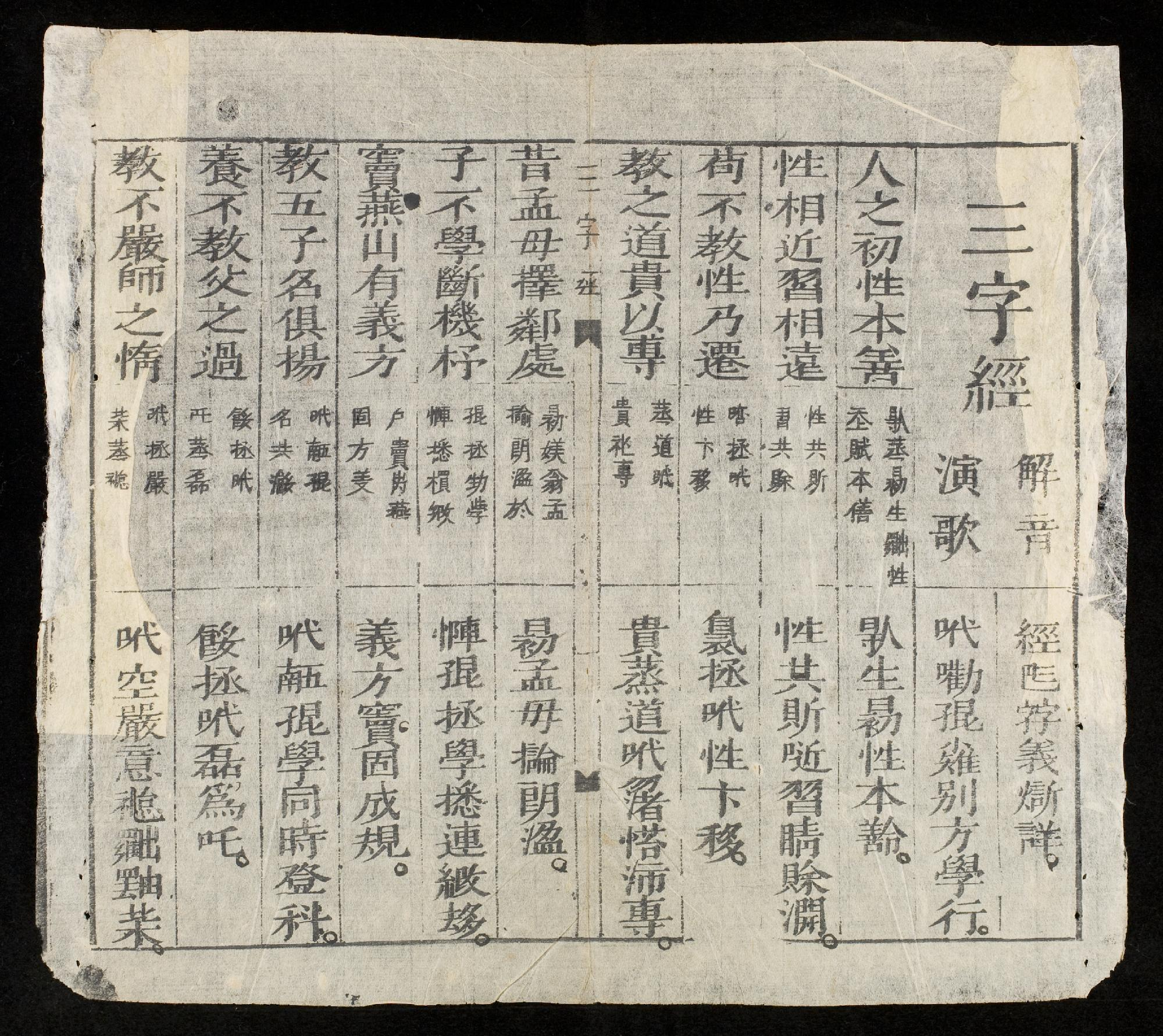
Nel libro, Tam tự kinh giải âm diễn ca, mostra il testo originale affiancato alla versione in vietnamita.

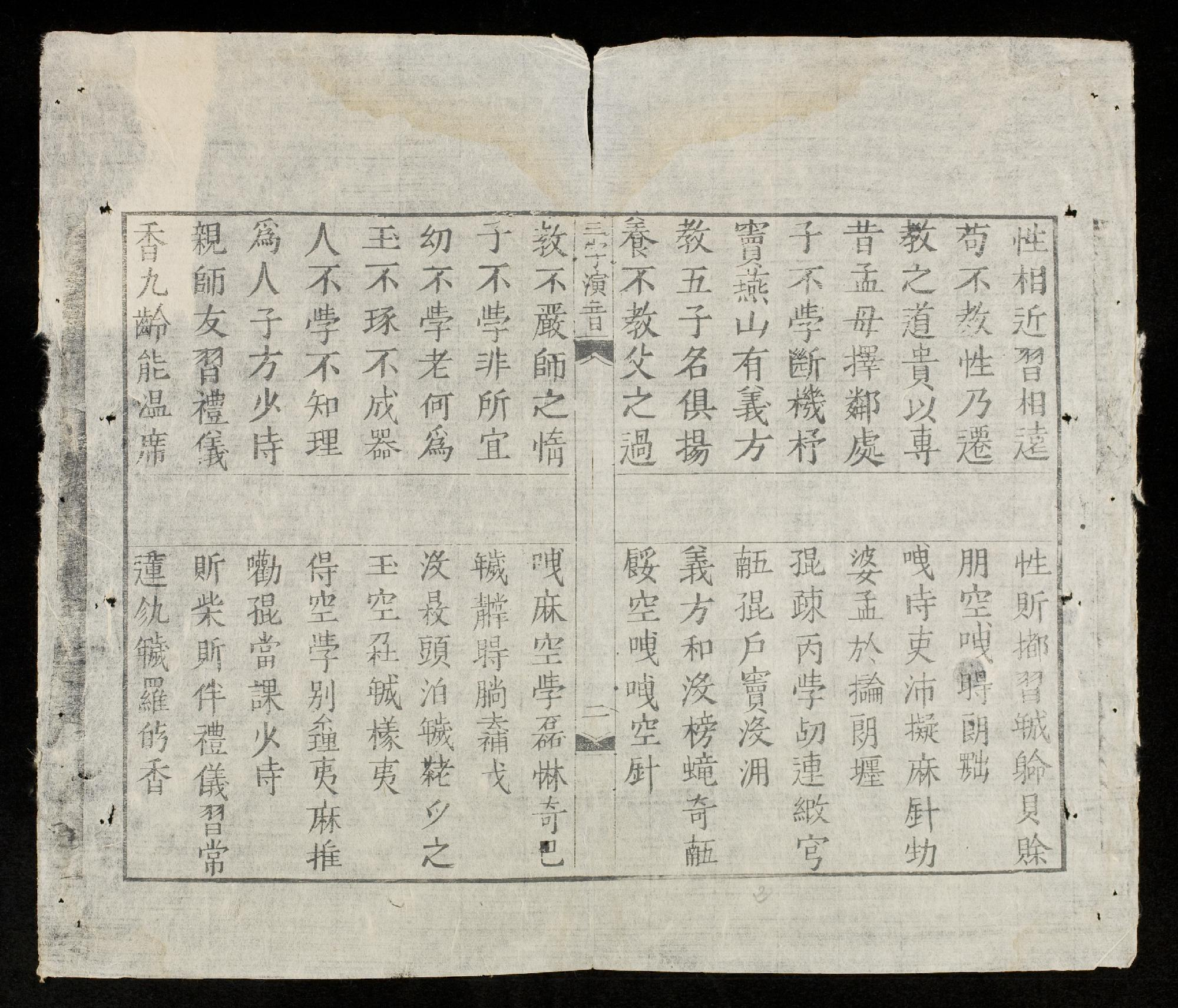
La seconda e la terza pagina del Tam tự kinh lục bát diễn âm.

La prima data registrata in cui il San Zi Jing fu introdotto in Vietnam è intorno al 1820-1830, secondo fonti primarie dell'epoca. Da lì venne diffuso e modificato; cominciarono ad emergere diverse varianti del testo. I testi avrebbero caratteri diversi utilizzati, nuove righe o un ordinamento diverso. La variante più comune del San Zi Jing in Vietnam ha trenta righe che diverse dall'edizione cinese. Ci sono anche due righe nella versione vietnamita che non esistono nella versione cinese.
| Riga | Vietnamita | Cinese |
| ---- | ---------- | ------ |
| 28   | 不知理     | 不知義 |
| 36   | 所當識     | 所當執 |
| 39   | 悌於長     | 弟於長 |
| 41   | 首孝悌     | 首孝弟 |
| 44   | 識某名     | 識某文 |
| 49   | 一太極     | No     |
| 50   | 二陰陽     | No     |
| 84   | 曰哀樂     | 曰哀懼 |
| 86   | 乃七情     | 七情具 |
| 89   | 與絲竹     | 絲與竹 |
| 96   | 至曾玄     | 至元曾 |
| 103  | 君則敬     | 長幼序 |
| 104  | 臣則忠     | 友與朋 |
| 105  | 長幼序     | 君則敬 |
| 106  | 朋友公     | 臣則忠 |
| 115  | 由孝經     | 小學終 |
| 126  | 乃孔伋     | 子思筆 |
| 139  | 號五經     | 號六經 |
| 149  | 我姬公     | 我周公 |
| 151  | 梂六典     | 梂六官 |
| 160  | 當詠諷     | 當諷詠 |
| 188  | 稱盛治     | 稱盛世 |
| 266  | 心而推     | 心而惟 |
| 292  | 猶苦學     | 猶苦卓 |
| 303  | 對大庭     | 對大廷 |
| 305  | 彼晚成     | 彼既成 |
| 322  | 且聰明     | 且聰敏 |
| 324  | 當少成     | 當自警 |
| 334  | 亦如是     | 亦若是 |
| 350  | 垂於後     | 裕於後 |

Le due righe furono aggiunte per formare una sequenza completa di numeri (la versione cinese inizia da tre a dieci).
- Uno (nhất thái cực 一太極)
- Due (nhị âm dương 二陰陽)
- Tre (tam tài 三才, tam quang 三光, tam cương 三綱)
- Quattro (tứ thời 四時, tứ phương 四方)
- Cinque (ngũ hành 五行, ngũ thường 五常)
- Sei (lục cốc 六穀, lục súc 六畜)
- Sette (thất tình 七情)
- Otto (bát âm 八音)
- Nove (cửu tộc 九族)
- Dieci (thập nghĩa 十義)

Il testo venne anche tradotto in vernacolo vietnamita, con libri come Tam tự giải âm, Tam tự kinh diễn âm, Tam tự kinh giải âm diễn ca, Tam tự kinh thích nghiã, e Tam tự kinh lục bát diễn âm con caratteri chữ Nôm ad annotare il testo originale.

### Differenze nei testi cinesi
Le seguenti strofe non compaiono nella traduzione di Giles e originariamente erano in cinese semplificato. Elencano le dinastie che seguirono la dinastia Song fino alla fondazione della Cina repubblicana. Queste strofe furono probabilmente aggiunte cumulativamente tra la fine del XIII secolo e dopo la fondazione della Repubblica Popolare Cinese nel 1949.
| Cinese semplificato          | Cinese tradizionale          | Pinyin                                         | Traduzione |
| ---------------------------- | ---------------------------- | ---------------------------------------------- | --- |
| 辽与金 皆称帝                | 遼與金 皆稱帝                | liáoyǔjīn jiēchēngdì                           | Le (dinastie) Liao e Jin, entrambe affermavano di essere imperatori. |
| 太祖兴 国大明 号洪武 都金陵  | 太祖興 國大明 號洪武 都金陵  | tàizǔxīng guódàmíng hàohóngwǔ dūjīnlíng        | Taizu nasce, il suo Paese è il Grande Ming. Il suo nome dell'era è Hongwu, la sua capitale a Jinling.                                                                                |
| 迨成祖 迁燕京 十六世 至崇祯  | 迨成祖 遷燕京 十六世 至崇禎  | dàichéngzǔ qiānyànjīng shíliùshì zhìchóngzhēn  | Quando Chengzu iniziò a governare, si trasferì (la capitale) a Yanjing. (La sua dinastia) durò sedici generazioni, fino all'imperatore Chongzhen.                                    |
| 阉乱後 寇内讧 闯逆变 神器终  | 閹亂後 寇內訌 闖逆變 神器終  | yānluànhòu kòunèihòng chuǎngnìbiàn shénqìzhōng | Gli eunuchi crearono problemi nel palazzo, i ribelli causarono conflitti interni. Il re Dashing iniziò una ribellione, l'utensile divino giunse al termine.                          |
| 清顺治 据神京 至十传 宣统逊  | 清順治 據神京 至十傳 宣統遜  | qīngshùnzhì jùshénjīng zhìshíchuán xuāntǒngxùn | L'imperatore Shunzhi, della Qing, conquistò la capitale imperiale. Dopo dieci generazioni, l'imperatore Xuantong abdicò.                                                             |
| 举总统 共和成 复汉土 民国兴  | 舉總統 共和成 復漢土 民國興  | jǔzǒngtǒng gònghéchéng fùhàntǔ mínguóxìng      | Fu eletto un presidente, venne formata la Repubblica. Il suolo cinese fu recuperato, la Repubblica cinese fiorì.                                                                     |
| 廿二史 全在兹 载治乱 知兴衰¹ | 廿二史 全在茲 載治亂 知興衰¹ | niànèrshǐ quánzàizī zàizhìluàn zhīxīngshuāi    | Le ventidue storie dinastiche, sono tutte incluse in quanto sopra. Contengono esempi di buon e cattivo governo, da cui si possono apprendere i principi di prosperità e decadimento. |

## Ricezione
Le prime due righe sono state recitate agli Academy Awards 2021 da Chloé Zhao, la vincitrice del premio come miglior regista.